# Dioskurentempel
Dioskurentempel sind den Dioskuren Castor und Pollux, den Söhnen des Gottes Zeus, geweihte Tempel. 
Bekannte Tempel:
- Dioskurentempel (Agrigent)
- Dioskurentempel in Neapel
- Dioskurentempel (Rom)
- Dioskurentempel (Anakeion) in Athen